# Lope María Blanco de Cela
Lope María Blanco de Cela (Astorga, 25 de septiembre de 1839-Valladolid, 5 de febrero de 1916) fue un ingeniero, militar, político y profesor español.

## Biografía
Lope María Blanco de Cela nació en el seno de una familia ilustrada y bien acomodada en Astorga. Se formó en el ejército hasta alcanzar el rango de Coronel del Cuerpo de Ingenieros Militares, participando en la guerra de Cuba y en la 3.ª Guerra Carlista.
Además, fue profesor de la Academia de Ingenieros Militares y, en 1876, publicó el libro Trigonometría rectilínea y esférica. Diseñó y proyectó el Hospital Militar y el cuartel militar de Pinar del Río, en la isla de Cuba.
Políticamente era hombre de ideas conservadoras, siendo Diputado a Cortes por el Partido Conservador de 1879 a 1881.
Fue un preclaro benefactor de Astorga, su ciudad natal, y estuvo siempre muy preocupado por la cultura y educación. En el año de 1907 decide, a su costa, levantar una escuela que se construiría en terrenos de su propiedad. Fue, asimismo, el autor del proyecto y el citado colegio se inauguraría al año siguiente, en 1908. Igualmente, donó a la Catedral la magnífica araña que cuelga en su nave central. Y en su testamento fijó que se entregaran distintas cantidades de dinero para pagar a obreros, así como una dotación para becas de estudio destinadas a los niños de Pobladura del Valle y San Adrián, en la provincia de Zamora, lugares de origen de su familia paterna.

## Distinciones
- Bien de la Patria (Cortes Constituyentes, 1870)
- Cruz Roja de 2.ª clase (guerra de Cuba, 1871)
- Cruz Blanca de 2.ª clase (tercera guerra carlista, 1876)
- Benemérito de la Patria (1876)
- Cruz Roja de 2.ª clase (tercera guerra carlista, 1877)
- Medalla de la Guerra Civil (tercera guerra carlista, 1878)
- Cruz Roja de 2.ª clase (guerra de Cuba, 1878)
- Cruz Blanca de 2.ª clase (Gracia por la boda de Alfonso XII, 1878)
- Encomienda de Isabel la Católica (Real Orden de Isabel la Católica, 1879)
- Encomienda de Carlos III (Orden de Carlos III, 1879)
- Cruz Sencilla (Real Orden de San Hermenegildo, 1882)
- Miembro de la Orden Civil de Alfonso XIII
- Hijo adoptivo de Pobladura del Valle (Zamora)

## Homenajes
El colegio público Blanco de Cela lleva su nombre tras contribuir decisivamente en la construcción de este centro.
Tras su fallecimiento, la ciudad de Astorga decidió nombrar al paseo que conecta la plaza de San Julián, con la plaza de los Marqueses, a lo largo del borde de la muralla romana.
También se colocó una placa con su imagen en el Ayuntamiento de Astorga para presidir el Salón de Plenos con la leyenda "El Excmo. Ayuntamiento de esta ciudad en sesión de 3 de marzo de 1915, acordó dedicar este recuerdo al preclaro astorgano Iltmo. Sr. D. Lope Mª Blanco de Cela, para testimoniar su agradecimiento por los valiosos donativos recibidos para la enseñanza y la beneficencia".